# 妃白ゆあ

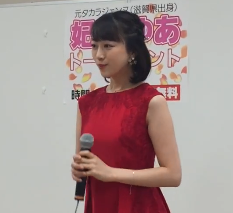
妃白ゆあ

妃白 ゆあ（ひしろ ゆあ、4月16日 - ）は、日本の女優。元宝塚歌劇団星組の娘役。
滋賀県、能登川中学校出身。身長160cm。愛称は「ゆあ」、「ユアユア」。

## 来歴
2004年4月、宝塚音楽学校入学。
2006年3月、宝塚歌劇団に92期生として入団。入団時の成績は13番。宙組公演「NEVER SAY GOODBYE」で初舞台。その後、星組に配属。
2016年6月19日、「こうもり／THE ENTERTAINER！」東京公演千秋楽をもって、宝塚歌劇団を退団。

## 宝塚歌劇団時代の主な舞台

### 初舞台公演
- 2006年3月 - 5月、『NEVER SAY GOODBYE－ある愛の軌跡－』（宝塚大劇場のみ）

### 星組時代
- 2007年11月、『エル・アルコン-鷹-』新人公演：ロサ（本役：音花ゆり）／『レビュー・オルキス』
- 2008年4月、『ANNA KARENINA（アンナ・カレーニナ）』（バウ）ナスターシャ、エカテリーナ・シチェルバツキー（キティ）
- 2009年2月、『My dear New Orleans －愛する我が街－』新人公演：セシリア（本役：純花まりい）／『ア ビヤント』
- 2009年6月、『太王四神記 Ver.Ⅱ －新たなる王の旅立ち－』新人公演：モラン（本役：白妙なつ）
- 2009年10月、『コインブラ物語』（東京特別・ドラマシティ）フィリバ
- 2010年10月、『宝塚花の踊り絵巻 －秋の踊り－』／『愛と青春の旅だち』新人公演：ペリマンの妻（本役：優香りこ）
- 2011年1月、『メイちゃんの執事 -私の命に代えてお守りします -』（バウ・東京特別）加藤舞
- 2011年8月、『ランスロット』（バウ）セリア、エレイン
- 2011年11月、『オーシャンズ11』新人公演：アン・ウッズ（本役：毬乃ゆい）
- 2012年3月、『天使のはしご』（東京特別・バウ）メアリ
- 2012年5月、『ダンサ・セレナータ』カタリーナ、新人公演：イザベル（本役：音花ゆり）／『Celebrity』
- 2012年9月、『ジャン・ルイ・ファージョン -王妃の調香師-』（バウ・東京特別）ソフィア
- 2012年11月、『宝塚ジャポニズム〜序破急〜』／『めぐり会いは再び2nd〜Star Bride〜』新人公演：ラルゴ夫人（本役：万里柚美）／『Étoile de TAKARAZUKA』
- 2013年3月、『南太平洋』（ドラマシティ・バウ）コニー・ワレウスカ
- 2013年9月、柚希礼音スペシャルライブ『REON!! II』（東京特別・博多座）
- 2014年5月、『太陽王〜ル・ロワ・ソレイユ〜』（東急シアターオーブ）マリー＝アンヌ
- 2014年7月、『The Lost Glory -美しき幻影-』ヴォーグ誌の女記者／『パッショネイト宝塚!』
- 2014年11月、『風と共に去りぬ』（全国ツアー）メイベル
- 2015年2月、『黒豹の如く』テレサ／『Dear DIAMOND!! -101カラットの永遠の輝き-』
- 2015年6月、『大海賊 -復讐のカリブ海-』ウミネコ／『Amour それは…』（全国ツアー）
- 2015年8月、『ガイズ&ドールズ』ホットドールズ
- 2016年1月、『LOVE & DREAM —I. Sings Disney／II. Sings TAKARAZUKA —』（東京国際フォーラム）
- 2016年3月、『こうもり…こうもり博士の愉快な復讐劇…』テミス、開幕の淑女／『THE ENTERTAINER！』　＊退団公演

## 宝塚歌劇団退団後の主な活動

### 舞台
- ミュージカル『キス・ミー・ケイト』（2017年、東京芸術劇場プレイハウス、兵庫県立芸術文化センター阪急中ホール ほか）